# 苻健
秦景明帝苻健（317年—355年7月10日），字建業，略阳临渭（今甘肃秦安）人，氐族，苻洪第三子，十六国前秦開國皇帝。苻健繼父親苻洪統領部眾並成功入關，定都長安（今陝西西安），建立前秦。後屢次作戰征服其他反抗前秦的關內勢力，更擊敗北伐的晉軍。

## 生平

### 入據關中
苻健弓馬嫻熟，驍勇果敢，好施予亦善於事奉人，故此深得後趙皇帝石虎父子寵愛，當時石虎心中仍提防苻氏，暗殺了苻健的兩個兄長，但就沒有加害苻健。永和六年（350年），因應苻洪歸降東晉，苻健獲授假節、右將軍、監河北征討前鋒諸軍事、襄國縣公。同年苻洪軍師將軍麻秋毒殺苻洪，意圖併吞苻洪部眾，苻健於是收殺麻秋。苻洪臨死時向苻健說：「我之所以一直未入關中，就是以為能夠奪得中原；今天卻不幸被麻秋那小子加害。中原不是你們兄弟能夠爭奪到的，我死了後，你就快快入關中呀！」苻健於是接領父親的部眾，去掉父親自稱的大都督、大將軍、「三秦王」的稱號，稱東晉所授的官爵，並派叔父苻安到東晉報喪，請示朝命。
同年，後趙新興王石祗在襄國（今河北邢台）即位為帝，又以苻健為都督河南諸軍事、鎮南大將軍、開府儀同三司、兗州牧、「略陽郡公」。不過，苻健當時並沒有助石祗對付冉閔，反將目標對準關中，只為麻痺當時據有關中的杜洪才接受後趙的任命。苻健又在駐地枋頭（今河南浚縣西）興治宮室，教人種麥，顯得根本沒有心思佔領關中。但及後苻健就自稱晉征西大將軍、都督關中諸軍事、雍州刺史，率眾西進，並在盟津渡過黃河。渡河前，苻健命苻雄和苻菁分別領兵從潼關（今陝西渭南市潼關縣北）和軹關（今河南濟源東北）進攻，自己則跟隨苻雄渡河，並在渡河後燒掉浮橋，意在死戰。杜洪部將張先在潼關抵抗苻健軍，但被擊敗。及後苻健派苻雄兵行渭北，附近的氐、羌酋長都斬杜洪使而向苻健投降，苻菁、魚遵經過的城邑亦都投降，更在渭北生擒張先，令三輔地區大致都落在苻健之手。杜洪見局勢如此，唯有退守長安，但苻健隨即進攻長安，杜洪被逼棄長安而逃奔司竹（今陝西司竹鄉），苻健於是進據長安。苻健見長安人心思晉，於是向東晉獻捷報，並與東晉征西大將軍桓溫修好。於是令秦雍二州的少數民族和漢人都向苻健歸附，苻健亦攻滅佔領上邽（今甘肅天水市），不肯歸降的後趙涼州刺史石寧。

### 建立前秦
永和七年（351年），左長史賈玄碩請苻健依劉備稱「漢中王」事，表苻健為都督關中諸軍事、大將軍、大單于、「秦王」。但苻健則假裝憤怒的說：「我豈有能力當秦王呀！而且出使東晉的使者還未回來，你們又怎知我的官爵呀。」然而，不久就又暗示賈玄碩等為他上尊號，最終在再三推讓後，于正月丙辰日（351年3月4日）即天王、大單于位，大封宗室及諸子為公爵，建國號大秦，年號「皇始」，正式建立前秦政權。次年正月辛卯日（352年2月2日），苻健稱帝，進諸公爵為王爵，並授大單于位予太子苻萇。

### 穩守關隴
皇始元年（351年），被苻氏驅逐的杜洪引東晉梁州刺史司馬勳伐前秦，苻健於是率兵在五丈原擊退他。司馬勳敗歸漢中（今陝西漢中）後，杜洪被其部將張琚所殺，不久苻健領二萬兵攻滅張琚，更派兵擄掠關東，助後趙豫州刺史張遇擊敗東晉將領謝尚，及後擄張遇及其部眾回長安，並對張遇授官。後張遇謀反事敗，引發雍州孔特等人舉兵反抗前秦。最終苻健亦派兵成功平定。
皇始三年（353年），東晉將軍殷浩北伐失敗後欲勾聯雷弱兒和梁安刺殺苻健，兩人假裝答應並且要求殷浩派兵接應自己。其後殷浩在另一次北伐失敗，被東晉朝廷貶為庶人。同年，苻健娶張遇的繼母為昭儀，並對張遇開玩笑說：「張遇，我是你爸爸。」張遇深感恥辱，欲與黃門劉晃密謀刺殺苻健。此時，前秦朝廷派劉晃出差。失去接應張遇在刺殺苻健時被禁軍擒獲並殺害。
皇始四年（354年），桓溫北伐，自率主力軍自武關（今陝西丹鳳縣東）直取長安，另命司馬勳在進攻隴西。前秦初戰不利，被桓溫進攻至長安東南防近的灞上，逼得苻健要盡出三萬精兵出城抵禦桓溫。然而因桓溫並不急於進攻，而且苻健先晉兵一步收取熟麥，故此最終逼得桓溫退兵，苻健更乘勢追擊晉軍，大敗對方。然而，苻健的太子苻萇中箭後傷重身亡，其弟苻雄亦在戰爭中去世。苻健氣得嘔血：「難道上天不願讓我統一天下麼？為什麼要這樣奪去我的元才？」
苻健勤於政事，多次召見公卿談論治國之道，而且一改後趙時苛刻奢侈之風，改以薄賦節儉，更專崇儒學，禮待長者，故此得到人們稱許。

### 晚年變亂
皇始四年（354年），皇太子苻萇在追擊桓溫時受傷，同年傷重而死。次年（晉永和十一年，355年），苻健因讖文中有「三羊五眼」字句，遂以淮南王苻生當太子。至當年六月，苻健患病，苻生在苻健宮室侍疾，而當時任太尉的平昌公苻菁則以為苻健已死，直接領兵入宮，打算殺死苻生自立。但到東掖門時，苻健知道宮中發生事變，自登端門，陳兵自衞。當時苻菁部眾見苻健未死，於是驚懼潰散，苻健於是拿下苻菁，將他殺死。不久，苻健以太師魚遵、丞相雷弱兒、太傅毛貴、司空王墮、尚書令梁楞、尚書左僕射梁安、尚書右僕射段純及吏部尚書辛牢等為輔政大臣。但又告訴太子：「六夷酋帥及掌權的大臣，若果不遵從你的命令，那就立即除去他們。」六月乙酉日（7月10日），苻健病逝，享年三十九歲。苻健死後諡為明皇帝，廟號稱世宗，後改諡為景明皇帝，廟稱高祖。

## 家庭

### 弟弟
- 苻雄，前秦丞相

### 后妃
- 強氏，苻健死後被苻生尊為皇太后
- 韓氏，昭儀，司空張遇繼母，苻健纳为昭仪，苻健屡次在众人面前称張遇为义子。张遇不堪其辱，欲杀苻健，事情败露，张遇被杀

### 子
- 長子 献哀太子苻萇
- 次子 平原公[4]苻靚
- 三子 淮南公苻生，后为太子、皇帝。升平元年（357年）被苻堅廢為越王
- 四子 长乐公苻覿
- 五子 高阳公苻方，385年在骊山会战中被西燕所杀
- 六子 北平公苻碩
- 七子 淮阳公苻騰，與寧二年（364年）謀反被诛
- 八子 晋公苻柳，征東大將軍。太和三年（368年）與苻雙、苻廋及苻武叛苻堅作亂，失敗被殺
- 九子 汝南公苻桐
- 十子 魏公苻廋，太和三年（368年）與苻雙、苻柳及苻武叛苻堅作亂，失敗被殺
- 十一子 燕公苻武，太和三年（368年）與苻雙、苻柳及苻廋叛苻堅作亂，失敗被殺
- 十二子 赵公苻幼，征北將軍。興寧三年（365年）趁苻堅北巡朔方而襲擊長安，被守軍擊殺

## 延伸阅读
[在维基数据编辑]
 《晉書·卷112》，出自房玄齡《晉書》
 《魏書·卷95》，出自魏收《魏书》